# 醴泉郡
醴泉郡（：／ Yecheon gun */?）是位於大韓民國慶尚北道西北部的一個郡。面積660.7平方公里，人口50,512人（2006年）。醴泉郡下轄有1邑11面，郡廳設於醴泉邑。

## 地理
醴泉郡的東北是榮州市、東側是安東市、東南是義城郡、西南是尚州市、西側是聞慶市、北側是忠清北道丹陽郡。

## 行政區劃
- 邑：醴泉邑
- 面：龍門面、上里面、下里面、甘泉面、普門面、虎鳴面、柳川面、龍宮面、開浦面、知保面、豊壤面

## 外部連結
- 醴泉郡